# Knutange
Knutange est une commune française située dans le département de la Moselle.

## Géographie
Knutange est une petite ville du Nord-Est de la France, localisée dans le département de la Moselle.

### Communes limitrophes
| Fontoy | Algrange | Nilvange |
|        | Knutange |          |
|        | Neufchef | Hayange  |

### Hydrographie

#### Réseau hydrographique
La commune est située dans le bassin versant du Rhin au sein du bassin Rhin-Meuse. Elle est drainée par la Fensch.
La Fensch, d'une longueur totale de 15,2 km, prend sa source dans la commune de Fontoy et se jette  dans la Moselle à Illange, après avoir traversé huit communes.

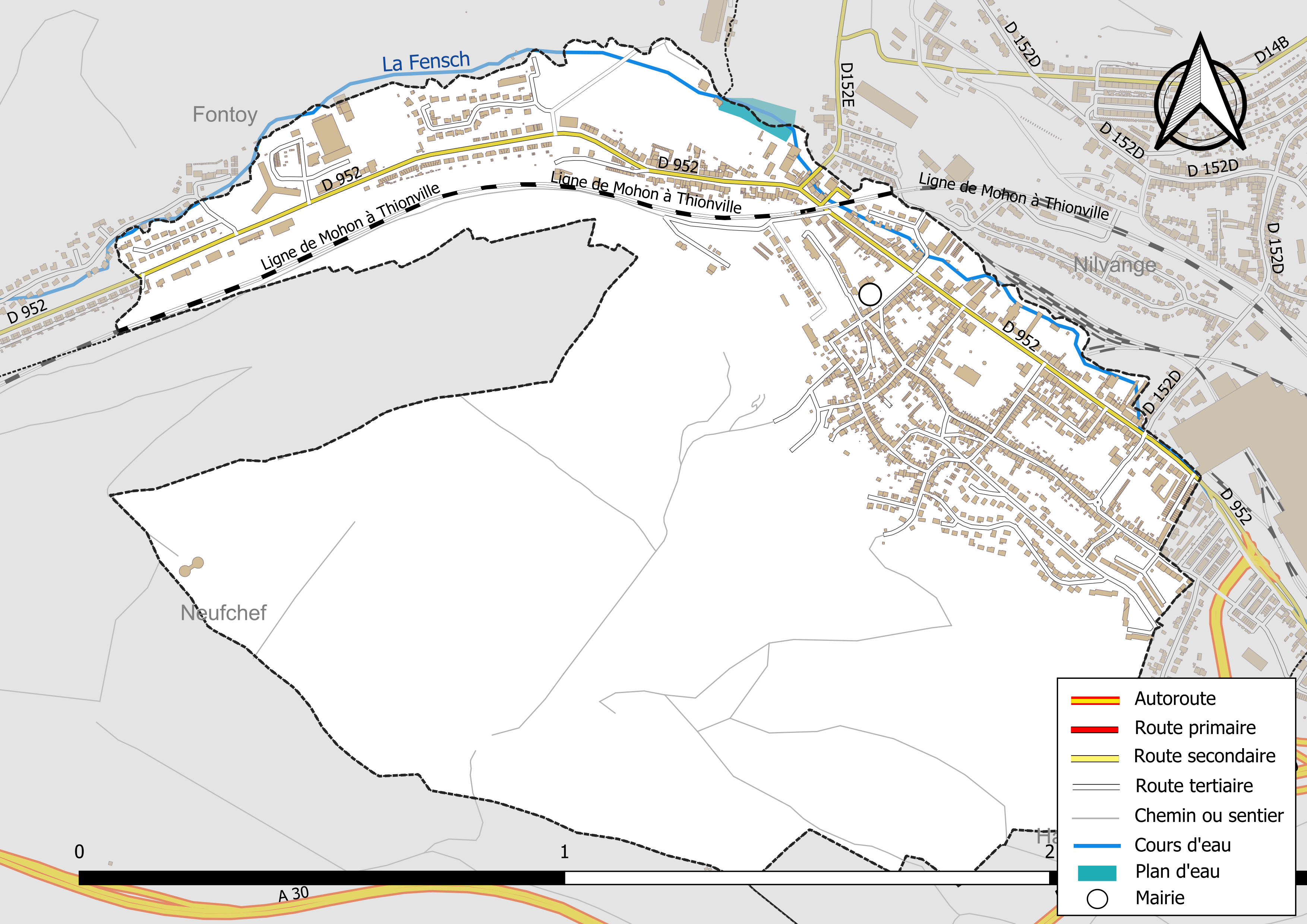
Réseaux hydrographique et routier de Knutange.

#### Gestion et qualité des eaux
Le territoire communal est couvert par le schéma d'aménagement et de gestion des eaux (SAGE) « Bassin ferrifère ». Ce document de planification, dont le territoire correspond aux anciennes galeries des mines de fer, des aquifères et des bassins versants associés, d'une superficie de 2 418 km2, a été approuvé le 27 mars 2015. La structure porteuse de l'élaboration et de la mise en œuvre est la région Grand Est. Il définit sur son territoire les objectifs généraux d’utilisation, de mise en valeur et de protection quantitative et qualitative des ressources en eau superficielle et souterraine, en respect des objectifs de qualité définis dans le SDAGE  du Bassin Rhin-Meuse.
La qualité de la Fensch peut être consultée sur un site dédié géré par les agences de l’eau et l’Agence française pour la biodiversité. 

### Climat
Pour des articles plus généraux, voir Climat du Grand Est et Climat de la Moselle.
En 2010, le climat de la commune est de type climat de montagne, selon une étude du Centre national de la recherche scientifique s'appuyant sur une série de données couvrant la période 1971-2000. En 2020, Météo-France publie une typologie des climats de la France métropolitaine dans laquelle la commune est exposée à un climat semi-continental et est dans la région climatique  Lorraine, plateau de Langres, Morvan, caractérisée par un hiver rude (1,5 °C), des vents modérés et des brouillards fréquents en automne et hiver. 
Pour la période 1971-2000, la température annuelle moyenne est de 9,4 °C, avec une amplitude thermique annuelle de 16,4 °C. Le cumul annuel moyen de précipitations est de 813 mm, avec 12,2 jours de précipitations en janvier et 9,3 jours en juillet. Pour la période 1991-2020, la température moyenne annuelle observée sur la station météorologique de Météo-France la plus proche, « Malancourt », sur la commune d'Amnéville à 11 km à vol d'oiseau, est de 10,2 °C et le cumul annuel moyen de précipitations est de 884,1 mm. 
La température maximale relevée sur cette station est de 39,3 °C, atteinte le 25 juillet 2019 ; la température minimale est de −17,9 °C, atteinte le 5 janvier 1985,,. 
Les paramètres climatiques de la commune ont été estimés pour le milieu du siècle (2041-2070) selon différents scénarios d'émission de gaz à effet de serre à partir des nouvelles projections climatiques de référence DRIAS-2020. Ils sont consultables sur un site dédié publié par Météo-France en novembre 2022.

## Urbanisme

### Typologie
Au 1er janvier 2024, Knutange est catégorisée grand centre urbain, selon la nouvelle grille communale de densité à sept niveaux définie par l'Insee en 2022.
Elle appartient à l'unité urbaine de Thionville, une agglomération intra-départementale regroupant douze  communes, dont elle est une commune de la banlieue,,. Par ailleurs la commune fait partie de l'aire d'attraction de Luxembourg (partie française), dont elle est une commune d'un pôle secondaire,. Cette aire, qui regroupe 115 communes, est catégorisée dans les aires de 700 000 habitants ou plus (hors Paris),.

### Occupation des sols
L'occupation des sols de la commune, telle qu'elle ressort de la base de données européenne d’occupation biophysique des sols Corine Land Cover (CLC), est marquée par l'importance des forêts et milieux semi-naturels (63 % en 2018), une proportion identique à celle de 1990 (63 %). La répartition détaillée en 2018 est la suivante : 
forêts (63 %), zones urbanisées (25,9 %), zones industrielles ou commerciales et réseaux de communication (11,1 %). L'évolution de l’occupation des sols de la commune et de ses infrastructures peut être observée sur les différentes représentations cartographiques du territoire : la carte de Cassini (XVIIIe siècle), la carte d'état-major (1820-1866) et les cartes ou photos aériennes de l'IGN pour la période actuelle (1950 à aujourd'hui).

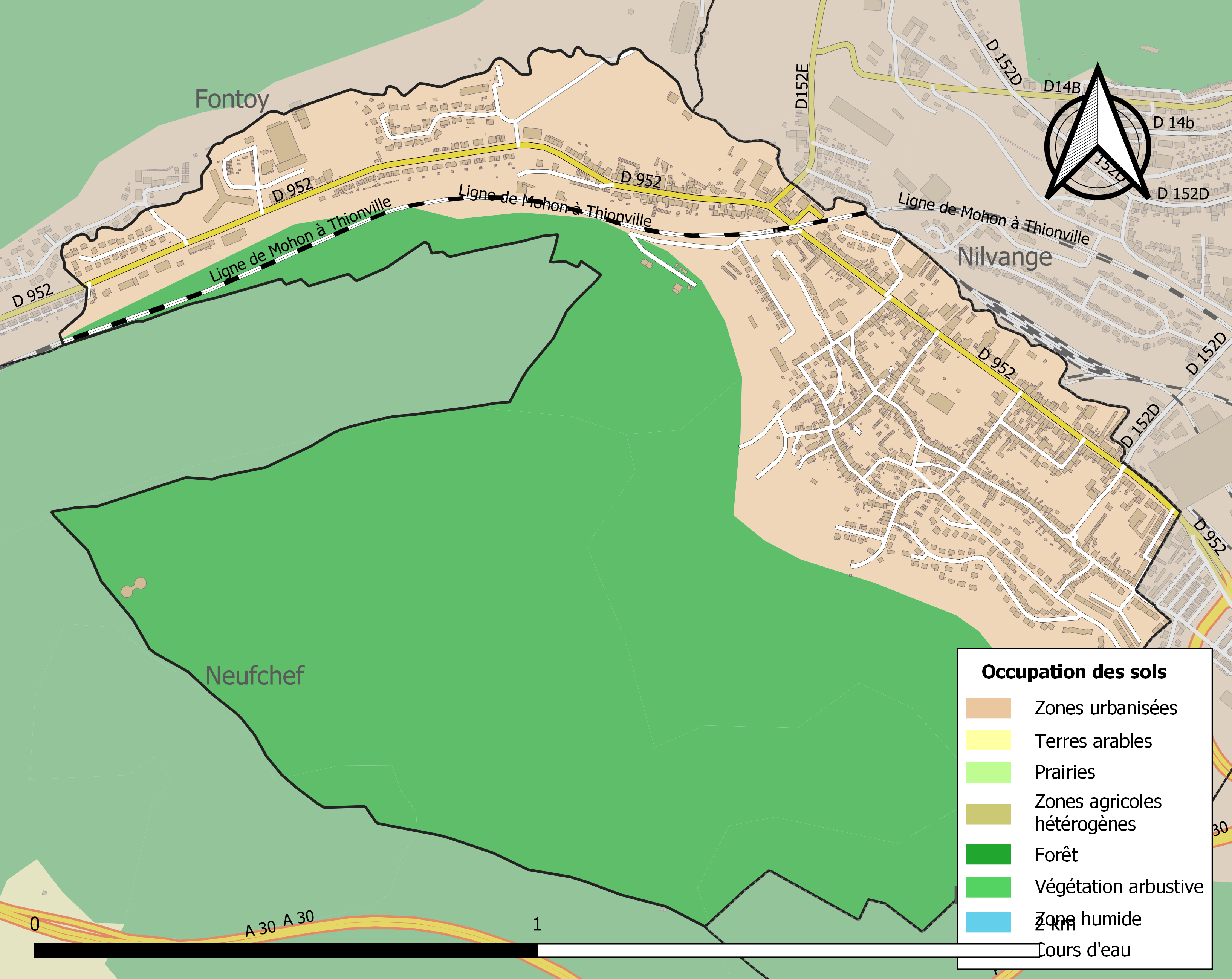
Carte des infrastructures et de l'occupation des sols de la commune en 2018 (CLC).

## Toponymie
- D'un nom de personne germanique Knuto suivi du suffixe -ingen francisé en -ange.
- Cneutengis (1193), Quenutange (1462), Knuttingen (1529), Kneutingen (1606), Kneutange et Knitange (1681), Kuentange et Kenutange (1689), Knutange (1793).
- En allemand : Kneitingen[17], Kneuttingen (1871-1918, 1940-1944).
- En francique lorrain : Knéiténgen[18] et Knéiténg.

## Histoire
L'existence de Knutange est attestée depuis au moins 1649. D'un point de vue administratif, elle relève de la prévôté de Thionville. On y trouve une mairie, le maire et les échevins disposant alors des droits de basse et moyenne justice. 
Knutange dépendait des anciennes provinces de Bar et de Luxembourg, dans la prévôté de Sancy et dans la seigneurie de Volkrange.  Elle fut rattachée à la France en 1718. Au XVIIIe siècle, on trouve y une forge et un moulin, ainsi qu'une école.
En 1817, il y avait à Knutange, village sur la Fensch, 437 habitants répartis dans 56 maisons.
Dans le domaine religieux, Knutange a longtemps été une annexe de la paroisse d'Hayange. Dans la seconde moitié du XIXe siècle, la croissance démographique conduit à une séparation en paroisses distinctes : la construction de l'église et du cimetière paroissial se terminent en 1856.

## Politique et administration

### Liste des maires
| Période                                  | Période   | Identité          | Étiquette | Qualité    |
| ---------------------------------------- | --------- | ----------------- | --------- | ---------- |
| 1747                                     | 1770      | Jacques Lacroix   |           |            |
| mars 1971                                | mars 1977 | Jean-Mary Rigaux  | SE        |            |
| mars 1977                                | juin 1995 | Georges Durrmeyer | PCF       |            |
| juin 1995                                | mars 2001 | Gilbert Pierron   | app. PCF  | Enseignant |
| mars 2001                                | mars 2008 | Alain Malick      | DVD       |            |
| mars 2008                                | En cours  | Fabrice Cerbai    | PCF       | Enseignant |
| Les données manquantes sont à compléter. |           |                   |           |            |

## Démographie
L'évolution du nombre d'habitants est connue à travers les recensements de la population effectués dans la commune depuis 1793. Pour les communes de moins de 10 000 habitants, une enquête de recensement portant sur toute la population est réalisée tous les cinq ans, les populations de référence des années intermédiaires étant quant à elles estimées par interpolation ou extrapolation. Pour la commune, le premier recensement exhaustif entrant dans le cadre du nouveau dispositif a été réalisé en 2006.

En 2022, la commune comptait 3 206 habitants, en évolution de +0,22 % par rapport à 2016 (Moselle : +0,52 %, France hors Mayotte : +2,11 %).
| 1793 | 1800 | 1806 | 1821 | 1836 | 1841 | 1861 | 1866  | 1871 |
| ---- | ---- | ---- | ---- | ---- | ---- | ---- | ----- | ---- |
| 369  | 379  | 387  | 408  | 634  | 687  | 893  | 1 004 | 937  |

| 1875 | 1880  | 1885  | 1890  | 1895  | 1900  | 1905  | 1910  | 1921  |
| ---- | ----- | ----- | ----- | ----- | ----- | ----- | ----- | ----- |
| 956  | 1 006 | 1 193 | 1 200 | 1 366 | 3 445 | 4 892 | 5 612 | 5 368 |

| 1926  | 1931  | 1936  | 1946  | 1954  | 1962  | 1968  | 1975  | 1982  |
| ----- | ----- | ----- | ----- | ----- | ----- | ----- | ----- | ----- |
| 6 264 | 6 246 | 5 263 | 4 567 | 5 362 | 5 767 | 4 433 | 4 104 | 3 649 |

| 1990  | 1999  | 2006  | 2011  | 2016  | 2021  | 2022  | - | - |
| ----- | ----- | ----- | ----- | ----- | ----- | ----- | - | - |
| 3 772 | 3 632 | 3 439 | 3 247 | 3 199 | 3 202 | 3 206 | - | - |

## Économie

### Sidérurgie
La division des hauts fourneaux de Knutange se composait initialement de deux groupes : 
- l’usine de Fontoy avec trois hauts-fourneaux mis à feu en 1902 et 1907 ;
- l’usine de la Paix dite « du Haut » forte de sept hauts-fourneaux mis en route entre 1898 et 1914.

C’est dans les années 1948-1965 que l’usine tourne à plein régime avec, souvent, huit hauts fourneaux à feu. Le HF4 est arrêté en 1955, puis c’est au tour de HF5 en juin 1958. À leurs places cependant, le haut fourneau no 3, dernier-né de l’époque, est rénové produisant ainsi trois fois plus de fonte à lui seul que ses deux aînés réunis. La division de Fontoy est définitivement arrêtée en avril 1971. Un mois plus tard, en mai 1971, le no 3 de la division du Haut est à l’arrêt. Les premières années de la décennie 1970 marque l’arrêt des hauts fourneaux restant.

## Culture locale et patrimoine

### Lieux et monuments
- Calvaire
- Passage d’une voie romaine.
- Moulins sur la Fensch.
- Viaduc de Knutange.
- Croix des Pestiférés érigée en 1635 à la suite de l'épidémie de peste dite suédoise.

#### Édifices religieux
- Église Saint-Charles 1855, agrandie en 1937 : statues de sainte Claire et de sainte Scholastique XVIIe siècle.
- Chapelle Saint-Dominique, construite en 1856, vendue comme maison d’habitation.
- Calvaire de Knutange.

### Personnalités liées à la commune
- Claude Frisoni (*23 septembre 1954 à Knutange) : écrivain, acteur, metteur en scène et directeur artistique. Directeur du Centre culturel de rencontre Abbaye de Neumünster à Luxembourg-ville.

### Héraldique
| Blason de Knutange | Blason  | Coupé: au 1er parti au I d'azur à deux bars adossés d'or accompagnés de quatre croisettes recroisetées au pied fiché du même, au II burelé d'argent et d'azur au lion de gueules, la queue fourchue et passée en sautoir, armé, lampassé et couronné d'or brochant sur le tout, au 2e d'or au mont de sable crachant des flammes de gueules. |
| Blason de Knutange | Détails | Le statut officiel du blason reste à déterminer. |